# Стратегія нульового травматизму
Стратегія нульового травматизму — свідома діяльність всіх учасників виробничого процесу від власника до робочого підприємства (компанії) з метою запобігання будь-яких нещасних випадків на виробництві.
Сам термін був вперше сформульований і реалізований компанією DuPont (Дюпон) на початку 40 -х років 20- го сторіччя.
Сучасний підхід передбачає прихильність " нульового травматизму " і підрозділяється на етапи :
- розробка і впровадження системи моніторингу усунення ризиків;
- залучення до процесів управління безпекою максимальної кількості співробітників;
- в обов'язковому порядку залучення в різні ініціативи представників підрядних організацій ;
- переодичний перегляд ролі в управлінні безпекою лінійних керівників на місцях.